# Scharmbecker Herbstmarkt

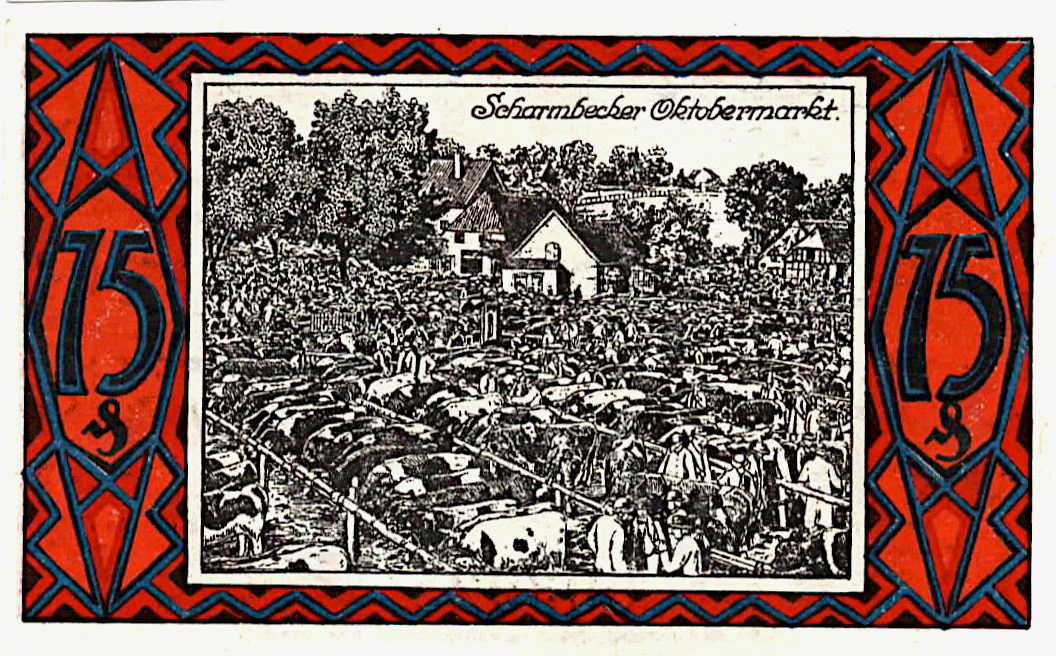
Der Scharmbecker Herbstmarkt auf einem Notgeldschein von 1920.

Der  Scharmbecker Herbstmarkt ist ein traditioneller Viehmarkt in Osterholz-Scharmbeck und fand zum ersten Mal am 17. Oktober 1748 als Scharmbecker Viehmarkt statt.
Heute erfüllt der Markt lediglich eine gesellschaftliche Funktion. Moderne Fahrgeschäfte bestimmen heute das Bild des Scharmbecker Herbstmarktes, der (2024 eingestellte) Viehhandel wurde direkt auf der Weide abgeschlossen. Der heute beliebte Flohmarkt, der unter anderem auch viele Besucher aus Bremen anlockt, entstand erst nach dem Zweiten Weltkrieg.
Eine Besonderheit des Volksfestes ist die „Bullenwette“: wer das Gewicht des präsentierten Bullen am besten einschätzen kann, gewinnt einen Preis.

## Geschichte

### Vorläufer
Lange bevor es den Scharmbecker Herbstmarkt gab, wurde der Kramermarkt (1692) im September abgehalten; langfristig verlor der Markt jedoch an Bedeutung, was die Fleckengemeinde Scharmbeck veranlasste, sich bei der zuständigen Königlichen Landdrostei Stade um einen Füllen- und Pferdemarkt in Verbindung mit dem Kramermarkt zu bemühen. Am 3. März 1836 kam man zu einem derartigen Beschluss. Seit 1967 fand dieser Septembermarkt nicht mehr statt, sondern nur noch der Scharmbecker Herbstmarkt.

### Viehmarkt
Am 3. Juni 1948 wurde die Urkunde von „Ihrer königlichen Majestät von Groß-Britannien und Chur-Fürstliche Durchlaucht von Braunschweig und Lüneburg“ ausgestellt, welche das Siegel der Stader Regierung für die Herzogtümer Bremen und Verden trug.
Auf Grundlage dieser Konzession fand am 17. Oktober 1748 der erste Scharmbecker Viehmarkt statt, am 3. März 1749 der erste Maimarkt. Durch den Mangel an Märkten im hiesigen Raum war es schwierig, das Magervieh im Frühjahr zu kaufen und das Fettvieh im Herbst zu verkaufen. Daher reichten die Bevollmächtigten der Börde Scharmbeck am 14. November 1739 dem Königlichen Großbritannischen Churfürstlichen Lüneburgisch-Braunschweigerischen Rät(h)en und Landkommissarien einen Antrag um Einrichtung zweier Märkte in Scharmbeck ein. Das Gesuch wurde auch von den Einwohnern aus Worpswede, Lintel, Westerbeck, Hambergen, Wallhöfen und Vollersode unterschrieben. Schon in den Anfängen wurden große Mengen Vieh umgeschlagen. Am 17. Juni 1799 hatte der Markt ein Volumen erreicht, dass die Regierung einen zweiten Markttag genehmigte. Nach Rückschlägen (Besetzung durch französische Truppen) erholte sich das Wirtschaftsleben wieder langsam. Der Viehauftrieb wuchs derartig, dass – um alle unterzubringen – die Tiere zeitweise vor den Häusern und auf den Höfen der Marktanlieger angebunden wurden.

### Vormarkt
Einige Tiere wurden aus mehr als 70 km Entfernung zum Markt getrieben, trafen deshalb schon einen Tag vor Markteröffnung an, um sich auf zur Verfügung gestellten Pachtwiesen für den Markt zu erholen. Mit der Unterbringung der ankommenden Bauern und Viehtreiber erwirtschafteten die Scharmbecker Bauern einen willkommenen Nebenverdienst. Auswärtige Viehhändler nutzen diese Gelegenheit das Vieh bereits auf der Weide zu begutachten, weshalb viele Handelsgeschäfte am nächsten Morgen sehr schnell abgewickelt wurden, falls dieser Vormarkt nicht gleich auf den umliegenden Weiden vor Marktbeginn stattgefunden hatte. Der Vormarkt wurde von den Behörden nicht gerne gesehen, um den eigentlichen Markttag nicht zu schwächen und immer wieder – insbesondere 1878 – verboten.
Die Verbote waren praktisch kaum durchzusetzen und deshalb wurde dieser Vormarkt ab 1887 ab Mittags erlaubt, der dadurch wieder anwuchs, was in den folgenden zwölf Jahren zu erneuten Regulierungsversuchen führte. Damit z. B. der Verkauf nicht vor 15:00 Uhr auf dem Marktgelände begann, wurden Straßen mit Schranken ab 07:00 Uhr gesperrt, welche von Polizisten bewacht wurden. Nach dem Ersten Weltkrieg war ein Vormarkt dann wieder ab 13:00 Uhr erlaubt.

### Viehtransport per Eisenbahn
Mit der Eröffnung der Eisenbahnlinie Bremen-Geestendorf 1862 gewann der Markt weiter an Attraktivität, da der Transport der Tiere (Vieh und Pferde) zum Markt sowie der Abtransport ins Binnenland leichter und schneller erfolgen konnte. 1869 wurden Rinder, Pferde und Ziegen im Wert von rund 500.000 Talern umgesetzt, was mit der Einführung der neuen Währung zwei Jahre später etwa 1,5 Millionen Mark entsprach. Die Eisenbahn erzielte Frachteinnahmen von 1.200 Talern. In vielen Jahren wechselten pro Marktjahr bis zu 4000 Stück Vieh den Besitzer.
Auf dem 150. Markt 1898 wurden laut Marktbericht am Montag 448 Pferde und Fohlen und 2518 Rinder angetrieben. Auf dem Bahnhof befanden sich aber bereits mehrere Hundert Rindviecher, die bereits (Vormarkt) angekauft und per Bahn versendet werden sollten und somit nicht an der Zählung eingingen. Am Dienstag wurden dann 612 Pferde und Fohlen und 2430 Rinder gezählt, während sich am Bahnhof rund 1000 Rinder und 100 Pferde am Vormittag aufgehalten hatten. Außerdem waren 60 Wagen mit Schweinen auf dem Marktplatz angekommen.
Ab 1909 hatte die Kleinbahn Bremervörde–Osterholz (KBO) auf der Bahnstrecke Bremervörde–Osterholz-Scharmbeck zudem Sonderfahrten für Personen und Vieh durchgeführt. Auf den Vormarkt hatte das keine Auswirkungen; die Tiere wurden trotzdem schon einen Tag früher auf die umliegenden Pachtwiesen gebracht.
Mit Beginn dieses Jahrhunderts verlor der Herbstmarkt als Viehmarkt an Bedeutung; es gab nun Märkte in Hagen und Stotel. Wegen verschiedener Seuchen musste der Markt sogar zeitweilig ausfallen. Die fortschreitende Motorisierung im Tiertransport machten dem Viehmarkt und auch dem Transport per Eisenbahn dann eine Ende.

### Vom Viehmarkt zum Jahrmarkt
Durch die Bedeutung des Marktes mit entsprechendem Menschauflauf unterblieb es nicht, dass sich parallel erneut ein Kramermarkt entwickelte, der auch von den Budenbesitzern des ehemaligen Septembermarkts beschickt wurde, und Scharmbeck wurde als einträglicher Marktort zunehmend bekannt. Zunächst nur vom Amt Osterholz geduldet, wurde er am 24. Dezember 1795 von der zuständigen Regierung genehmigt. Allerdings war damit eine Einschränkung verbunden; die Buden sollten nun nicht mehr auch An der Wurth aufgebaut werden, sondern nur noch auf der Loge. In den 1930er Jahren wurde er dann auf die Kirchenstr. und den ehemaligen Kirchhof verlegt.
Der Krammarkt zum Herbstmarkt war seit seiner Betreibung immer bedeutender geworden und führte damit zum Ende des ursprünglichen Septembermarktes. Die Krämer versorgten die Landbevölkerung insbesondere mit Stiefeln, Pferdeausrüstungs- und Sattlerwaren, Seilereiartikeln, Ton-, Töpfer- und Holzwaren sowie Mützen, Hüten, Anzügen und Stoffen. Das Bedürfnis nach Vergnügen stieg an; Kuchen-, Bonbon-, Schießbuden kamen dazu und auch Bier und Schnaps wurden ausgeschenkt.
Nach dem Zweiten Weltkrieg kam der Herbstmarkt erst wieder 1949 in Schwung. Noch 1950 galt der Viehmarkt weiterhin als einer der wichtigen im Bezirk Stade und auch in Niedersachsen, die Zahlen begannen aber rapide zu sinken.1957 wurden noch 67 Rinder, 386 Pferde und 360 Ferkel gezählt. 1965 waren es dann 33 Rinder und 71 Pferde.
Der Herbstmarkt entwickelte sich weiter. Während der Viehhandel unbedeutend wurde, boten bald auch einige Schausteller ihre Fahrgeschäfte an und der Scharmbecker Herbstmarkt entwickelte sich zu einem Jahrmarkt mit Volksfestcharakter.
Anlässlich des 275. Herbstmarktes 2024 wurde der zuletzt eher symbolische betriebene Viehhandel endgültig eingestellt. Dafür wurde der tägliche Aufenthalt des Wettbullen vor der Kirche St. Willehadi auf die freigewordene Wiese vor dem Festzelt verlegt.